# Драгунка (Омская область)
Драгунка — деревня в Называевском районе Омской области. В составе Утинского сельского поселения.

## История
Основана в 1826 г. В 1928 г. состояла из 215 хозяйств, основное население — русские. Центр Драгунского сельсовета Москаленского района Омского округа Сибирского края.

## Население
| 1926 | 2002 | 2010 |
| ---- | ---- | ---- |
| 1234 | ↘186 | ↘116 |